# Syreskuld
Syreskuld är ett tillstånd som kan uppkomma vid kraftig kroppsansträngning. Mjölksyra bildas i musklerna, som en alternativ slutprodukt i glykolysen, då muskelcellerna arbetar utan tillräcklig syretillförsel. Detta kallas att musklerna får en anaerob metabolism.
Syreskuld innebär att man använder anaeroba substrat, när man går från vila till Steady State-aktivitet, exempelvis vid tränings- eller tävlingsaktiviteter. Storleken på syreskulden är proportionell mot arbetsintensiteten. Eftersom blodflödet inte omedelbart kan avge syre till musklerna, när man börjar träna samt att mitokondrierna inte omedelbart kan ställa om metabolismen, uppstår anaerob förbränning till en början vid träning.